# Delors Leuwing Ngounouo
 (octobre 2021).
Delors Leuwing Ngounouo est un serial Afro preneur[Quoi ?] d'origine camerounaise, marié et père de 04 enfants, pionnier dans l'innovation du packaging et de la production de chips de banane plantain au Cameroun.
Sa vision est de bâtir un grand groupe Agro-alimentaire panafricain de renommée internationale qui aura pour objectif de remettre au goût du jour des snacks typiques d'Afrique et qui ont bercé l'enfance de plusieurs générations.
Sa mission est de construire une entreprise de production de produits à grignoter capable de créer jusqu'à 1000 emplois directs et indirects décents d'ici 2040 dans les secteurs de l'Agriculture, l'Agro-alimentaire et de l'Agritech.

## Biographie

### Formation et Carrière
Détenteur d'un baccalauréat en fabrication mécanique il s'envole pour Allemagne afin de poursuivre ses études où il obtient un Bachelor of science en abrégé B.Sc, en génie mécanique (Maschinenbau) avec pour spécialité le développement de produit (Produktentwicklung), conjointement à l'université de Lorraine en France et à la HTW Saar en Allemagne.
Après ses études d'ingénieur et quelques années passées comme Ingénieur design dans les entreprises les plus renommées de l'industrie automobile Allemande telles que BMW, MAN Truck & Bus ou encore Meiller Kipper (leader mondial de la construction des bennes), il commence son aventure entrepreneuriale en 2016 avec la création d'une entreprise de prestation de services LENGKIT Logistics Sarl spécialisée dans la logistique et le transport des marchandises, laquelle emploi à ce jour 08 personnes et qui est partenaire du géant de la confiserie en Afrique Tiger Brands avec sa filiale Camerounaise Chococam.
En 2017 la start-up Agro-alimentaire MBOA Snackery's Sarl, qui veut dire les friandises de chez nous, est immatriculée au registre de commerce de Douala avec pour activité principale la fabrication et la commercialisation de produits à grignoter inspirés des habitudes alimentaires des populations d'Afrique Sub-Saharienne et dont le produit phare est connu sous la marque KELON Chips.

### Distinction
Grâce à KELON Chips il est auréolé du 1er Prix au concours d'entrepreneurs organisé par le fonds de dotation Pierre Castel, du milliardaire et homme d'affaires Français Pierre CASTEL, classé 11ème fortune de France, lequel récompense les jeunes pépites d'Afrique âgés entre 18 et 45ans qui exercent dans l'agriculture, l'agroalimentaire et plus récemment dans l'agritech. Ce projet est primé en 2020 à la 3ème édition du prix Castel qui soutient les jeunes entrepreneurs et porteurs de projets.